# ANKRD17
ANKRD17‏ (Ankyrin repeat domain 17) هوَ بروتين يُشَفر بواسطة جين ANKRD17 في الإنسان.